# 彩ネット
彩ネット株式会社（さいねっと 、英文社名：SaiNet Corporation ／ 略称：SaiNet）は、埼玉県川口市並木二丁目に本社を置く独立系の電気通信事業者。

## 概要
インターネットの黎明期にインターネットの商用サービスを開始した埼玉県の老舗インターネットサービスプロバイダ。
ISP事業の他にWeb制作を中心としたデザイン事業やWeb上のソフトウェア開発やサーバ、コンピュータネットワークの導入を支援するシステムインテグレーション(SI)事業を行い、コンピューターネットワークに関するワンストップサービスを提供している。

## 参加活動
- 埼玉県コンピュータ・ネットワーク防犯連絡協議会
- NPO法人地域間高速ネットワーク機構
- チーム・マイナス6%

## 沿革
- 1994年 SaiNet設立準備室を川口市前川に設置。
- 1995年 川口市に彩ネット株式会社を設立。埼玉県初のISP事業を開始。
- 1996年 ソフトウェア開発事業を開始。独自ドメインサーバサービスを開始。
- 1997年 SaiNet浦和事業所を開設。ホームページ制作事業を開始。
- 1998年 電気工事・通信工事事業を開始。
- 1999年 SI事業を開始。
- 2001年 セキュリティ診断サービスを開始。
- 2002年 神奈川営業所設置。
- 2003年 SaiNetビル完成。インターネットデータセンター事業を開始。
- 2004年 品質管理システムISO9001認証を取得。
- 2005年 広告事業会社　彩ネットアド株式会社を設立。
- 2007年 ブログサービス「彩ログ」を開始。SaiNetLankaを設立（スリランカ）。
- 2008年 データ入力サービスを開始。大連駐在所を設置（中国）。
- 2009年 情報セキュリティ管理システムISO27001:2005認証を取得。
- 2010年 マイクロソフト パートナー Silver コンピテンシーを取得。